# Trassel

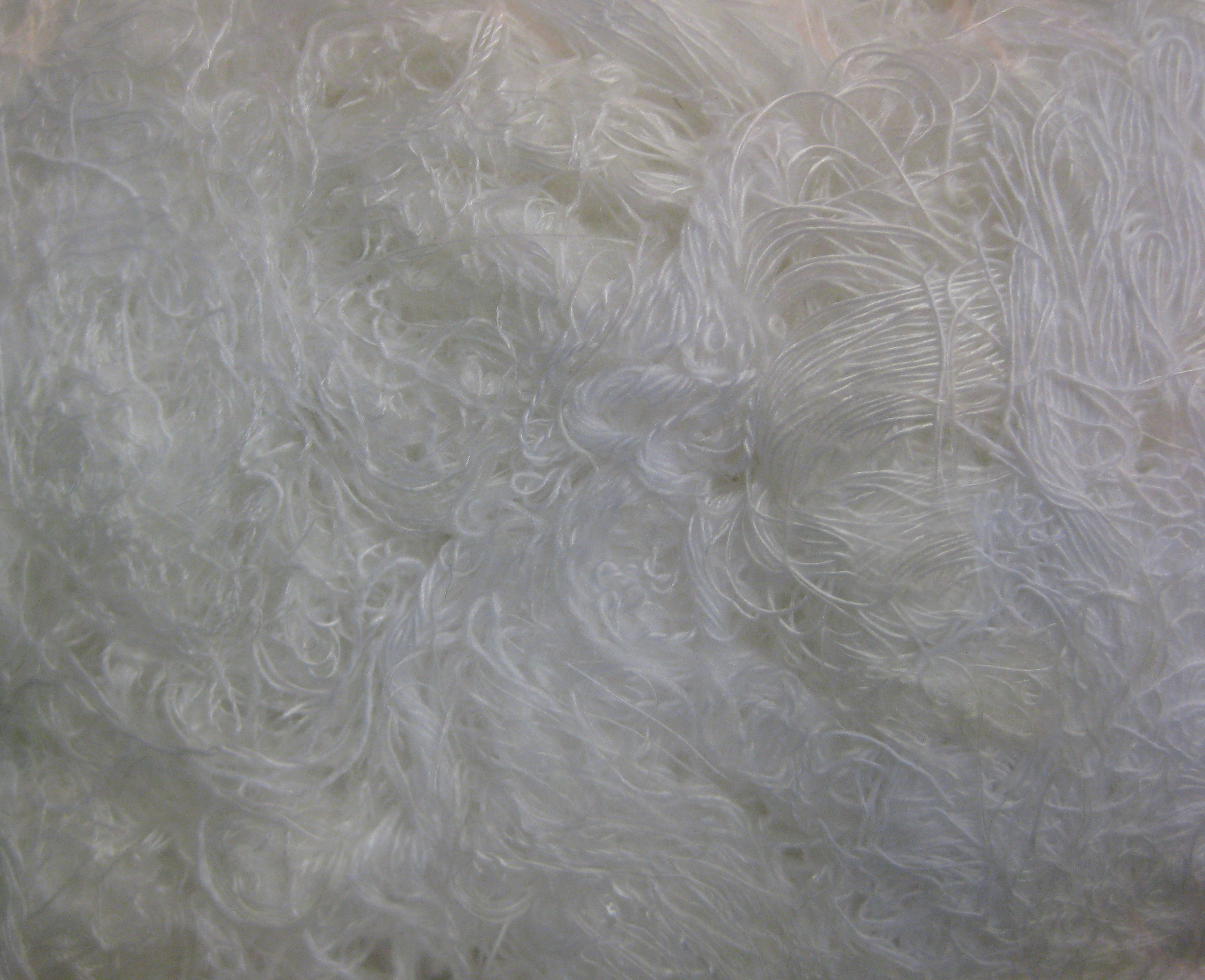
Närbild på trassel.

Trassel är garn av företrädesvis bomull, som ligger i ett enda virrvarr. Trassel är en restprodukt, är oanvändbart för textila syften och används istället för rentorkning, putsning och uppsugning av vätskor och smetiga beläggningar. Speciella sorter kan användas för poleringsändamål. Brandrisken för begagnat trassel måste beaktas. Vissa ämnen kan orsaka självantändning, till exempel linolja, som utvecklar värme under torkningsprocessen.
Ordet "trassel" i denna betydelse är belagt i svenska språket sedan 1872.